# Маркелов, Алексей Григорьевич
Алексей Григорьевич Маркелов (род. 21 февраля 1952, Калуга) — советский футболист, российский арбитр по футболу и хоккею с мячом, супервайзер.

## Биография
В качестве футболиста выступал за команды «Знамя Труда» Орехово-Зуево, «Заря» и «Локомотив» Калуга, дубль «Спартака» Москва, «Нефтяник» Тюмень и другие.
В 1988—1997 годах судил футбольные матчи, в том числе в 1992—1995 годах работал главным арбитром в 40 матчах высшей лиги России.
Бывший председатель судейского комитета ФХМР (занимал должность 8 лет), инспектор матчей, комиссар Международной федерации хоккея с мячом.
В 2008 году, будучи главой судейского корпуса Федерации хоккея с мячом России, был жестоко избит неизвестными.